# Eisensilicate
Als Eisensilicate (auch Eisensilikate) werden verschiedene chemische Verbindungen des Eisens mit Stoffen aus der Gruppe der Silicate bezeichnet.

## Darstellung und Vorkommen
Eisen(II)-silicate entstehen durch Verschmelzen von Eisen(II)-oxid mit Quarz. Sie sind in der Natur weit verbreitet und kommen in reiner Form als Fayalit Fe2SiO4 und dessen Hochdruck-Modifikation Ahrensit sowie als Mischmineral Ferrosilit Fe2+(Fe2+,Mg)[Si2O6] oder Grunerit (Fe2+,Mg)7[OH|Si4O11]2 vor.
Daneben treten vielfach isomorphe Gemische mit Silicaten anderer Metalle wie beispielsweise Olivin (Mg,Fe)2SiO4 und Hedenbergit (CaFe)(Si2O6) auf. Eisen(III)-silicate finden sich in der Natur nur in Form von Doppelsilicaten, beispielsweise als Akmit NaFe[Si2O6] und Andradit Ca3Fe2[SiO4]3. Fe2SiO4 besitzt eine orthorhombische Kristallstruktur vom Olivintyp mit der Raumgruppe Pbnm (Raumgruppen-Nr. 62, Stellung 3). Bei hohen Drücken und Temperaturen geht diese in eine kubische Kristallstruktur über. FeSiO3 kommt in mehreren Kristallstrukturen vor, die entweder eine monokline Kristallstruktur mit der Raumgruppe P21/c (Raumgruppen-Nr. 14) oder eine orthorhombische Kristallstruktur mit der Raumgruppe Pbca (Raumgruppen-Nr. 61) besitzen. Beide Verbindungen bilden bei sehr hohen Drücken und Temperaturen weitere Kristallstrukturen aus.
Ebenfalls bekannt ist eine in der Natur nicht vorkommende Verbindung mit der Formel Fe5(SiO4)3.
Zu beachten ist, dass die bei der pyrotechnischen Kupferverhüttung entstehende Schlacke aus Imagegründen auch als Eisensilicatgestein oder Eisensilicatschlacke bezeichnet wird, obwohl diese zum Teil auch Kupfer- und Bleiverbindungen enthalten.

## Eigenschaften

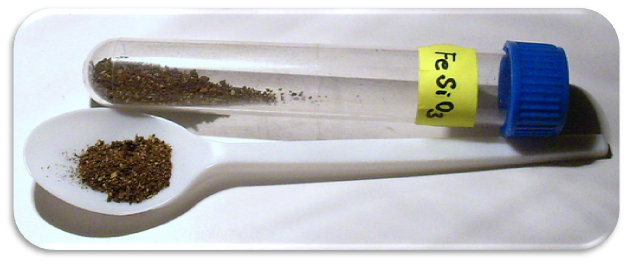
Ferrosilit

| Eisensilicate              | Eisensilicate                    | Eisensilicate                    |
| -------------------------- | -------------------------------- | -------------------------------- |
| Name                       | Eisen(II)-orthosilicat           | Eisen(II)-metasilicat            |
| Andere Namen               | Ferroorthosilicat                | - Ferrometasilicat - Ferrosilit  |
| Summenformel               | Fe2SiO4                          | FeSiO3                           |
| CAS-Nummer                 | 10179-73-4                       | 13478-48-3                       |
| PubChem                    |                                  | 165842                           |
| Molare Masse               | 203,77 g·mol−1                   | 131,93 g·mol−1                   |
| Aggregatzustand            | fest                             | fest                             |
| Kurzbeschreibung           | brauner Feststoff                |                                  |
| Schmelzpunkt               | 1217 °C                          |                                  |
| Dichte                     | 4,34 g·cm−3                      |                                  |
| Löslichkeit                |                                  |                                  |
| GHS- Kennzeichnung         | \| keine Einstufung verfügbar \| | \| keine Einstufung verfügbar \| |
| H- und P-Sätze             | siehe oben                       | siehe oben                       |
| H- und P-Sätze             | siehe oben                       |                                  |
| keine Einstufung verfügbar |                                  |                                  |